# آفیسر، ویکتوریا
آفیسر (به انگلیسی: Officer) یک منطقهٔ مسکونی در استرالیا است که در شایر کاردینیا واقع شده‌است.